# 미셸 라이언
미셸 라이언(Michelle Ryan, 1984년 4월 24일 ~ )은 잉글랜드의 배우이다.

## 출연 작품
- 안드론: 블랙 라비린스 (2015)
- 클린스킨 (2012) - 엠마 역
- 카크니즈 vs 좀비스 (2012)
- 걸 워크 인투 어 바 (2011)
- 휴즈 (2010)
- 4.3.2.1 (2010)
- 바이오닉 우먼 (2007)
- 지킬 (2007)
- 맨스필드 파크 (2007)
- 아이 원트 캔디 (2007)
- 엄지손가락의 아픔 (2006)
- 캐쉬백 (2006)

### 텔레비전
- 이스트엔더스 (2000-05)
- 마법사 멀린 (2008)
- 닥터 후 (2009)